# Fontaine de la Justice (Berne)
Pour les articles homonymes, voir Fontaine de la Justice.
La fontaine de la Justice, appelée en allemand Gerechtigkeitsbrunnen, est une fontaine de la ville de Berne, en Suisse.

## Histoire
La statue a été construite en 1543, pratiquement telle qu'elle se présente aujourd'hui encore, en complément d'un ancien puits à eau situé dans le quartier de Nydegg. Son nom apparaît pour la première fois en 1678, alors que des rénovations et réparations sont répertoriées en 1584, 1589, 1668 et 1687. En 1798, à la suite de l'invasion française, l'épée et la balance disparaissent pendant plusieurs années. Par la suite, ces pièces seront remplacées et repeintes en 1890, puis à nouveau en 1925.
Pendant la nuit du 13 octobre 1986, la statue est vandalisée et quasiment totalement détruite. Si sa destruction n'a jamais été officiellement revendiquée, l'acte a été généralement attribué au Groupe Bélier dans le cadre de la question jurassienne. Un membre de l'association, Pascal Hêche, sera même condamné à 22 mois d'emprisonnement et 200 000 francs d'amende.
Depuis sa destruction, l'original de la statue est en cours de restauration au Musée d'histoire de Berne, une copie la remplaçant depuis 1988. La fontaine est inscrite comme bien culturel suisse d'importance nationale.

## Description
La fontaine de la Justice se compose d'un bassin principal octogonal et de deux bassins secondaires. Le bassin principal est fabriqué à partir de plaques de calcaire sans décoration, maintenues ensemble par un anneau de fer. Au centre de ce bassin principal, des tubes de bronze émergent du piédestal central, sur lequel se trouve un pilier de pierre décoré. Au sommet du piler se trouve une statue grandeur nature de la Justice représentée debout, dans une attitude de contrapposto avec ses attributs traditionnels (l'épée, la balance et les yeux bandés). Aux pieds de la Justice se trouvent quatre petites statues (un pape, un empereur, un sultan et un écoutète) qui ont les yeux fermés par soumission ; ils représentent les quatre formes de gouvernement de l'humanisme de la Renaissance : la théocratie, la monarchie, l'autocratie et la république.

## Sources
- (en) Cet article est partiellement ou en totalité issu de l’article de Wikipédia en anglais intitulé « Gerechtigkeitsbrunnen_(Bern) » (voir la liste des auteurs).